# Drouges
Drouges är en kommun i departementet Ille-et-Vilaine i regionen Bretagne i nordvästra Frankrike. Kommunen ligger i kantonen La Guerche-de-Bretagne som tillhör arrondissementet Fougères-Vitré. År 2022 hade Drouges 503 invånare.

## Befolkningsutveckling
Antalet invånare i kommunen Drouges
Referens:INSEE